# 劇場版 SPY×FAMILY CODE: White
《劇場版 SPY×FAMILY CODE: White》，是2023年12月22日上映的日本動畫電影，是改編自日本漫畫家遠藤達哉創作的漫畫《SPY×FAMILY間諜家家酒》，由片桐崇執導，大河內一樓編劇。

## 劇情
WISE頂尖間諜〈黃昏〉洛伊德·佛傑突然被管理官薛伍德告知行動代號〈梟〉被上級叫停，將會由另一名完全不稱職的軍官接手，而洛伊德則會被調派執行新的任務，唯有取得新的成果才會讓上級改變主意。洛伊德離開時與〈夜帷〉費歐娜·佛洛斯特擦肩而過，但跟她在一起的場面剛好被身在附近市政府頂樓的約兒無意間看到，還被約兒誤以為他們在接吻。與此同時，就讀伊甸學園的安妮亞即將上烹飪課，由於贏家會得到星星，使洛伊德決定把握這個天賜良機，建議安妮亞嘗試製作擔任烹飪課評委的校長最喜歡的北方地區弗利吉斯之著名甜點「梅勒梅勒」。佛傑一家趁週末兩天搭乘火車到弗利吉斯旅行，而安妮亞乘坐火車期間撿到一把別人落下的鑰匙，從寵物彭德的預知畫面中得知行李車廂內藏著“寶物”，經不起好奇而打開指定的行李後發現是一顆松露巧克力，還不慎將其吞進肚子裡。
鑰匙的兩名主人多米托利與路卡隨即進門發現巧克力被安妮亞吞下，而安妮亞從兩人的對話中得知，該巧克力似乎是“足以顛覆東西兩國勢力平衡”的重要物品。所幸四處找安妮亞的約兒破門而入，使多米托利與路卡被當成“巧克力強盜”而被約兒擊倒。有驚無險下，佛傑一家抵達弗利吉斯的指定餐廳中準備品嘗梅勒梅勒，但一名軍事情報高官斯奈德爾卻捷足先登，獨享最後剩的一盤梅勒梅勒。由於食材要等到週一才會進貨，佛傑一家只好幫店長去尋找一系列製作所需的罕見食材，在此過程中享受當地慶典。約兒即使收下洛伊德替她買下的口紅，心裡仍擔憂洛伊德疑似出軌，而靠讀心能力探知到這一切的安妮亞同樣擔心家庭會崩塌，便盡可能地幫助父母恢復感情。而當約兒和安妮亞晚間入住酒店時，洛伊德在外努力尋找櫻桃利口酒作為最後的食材，一無所獲之下聯繫弗朗基幫忙帶來。
這時，斯奈德爾準備率軍搭乘戰鬥飛艇「巨大號」前往亞爾波共和國，但他用來挑起另一場東西戰爭而藏入巧克力中的微縮膠片已被安妮亞吞下，因此只能派兵在街上尋找安妮亞下落。得知父親沒找到利口酒，安妮亞希望為家人出一份力而瞞著父母離開酒店，靠彭德的預知畫面到指定的店裡買到利口酒。但安妮亞迅速被多米托利與路卡抓到並帶回飛艇上，斯奈德爾下令無論如何都將膠片從安妮亞體內取出。洛伊德和約兒靠被落下的彭德得知安妮亞被綁架卻不知道原因，恰好費歐娜前來協助洛伊德並傳達奪回膠片的任務，迫使洛伊德借用酒店外展示的一架重型戰鬥機，靠偷聽軍用通訊頻率得知安妮亞在飛艇上後立刻開飛機去營救，而不放心的約兒則偷偷爬上飛機跟過去。飛艇上的安妮亞一度試圖逃跑，過程中找到一間廁所方便完，但還是被多米托利與路卡抓到且帶回給斯奈德爾處置。
洛伊德駕駛飛機僥倖躲過飛艇的機槍掃射及導彈攻擊，開飛機撞進機艙內後潛伏在內部，而身在飛艇外的約兒尋找入口時全力躲避槍火，過程中使飛艇機身受到槍火波及、造成火勢迅速蔓延。斯奈德爾調派大量人手去滅火時，將安妮亞單獨關在艦橋下的控制室內。洛伊德喬裝成一名上尉，先將多米托利與路卡狠狠修理一頓後進入艦橋，卻被嗅覺敏感的斯奈德爾識破而發生交火。當斯奈德爾扔出毒氣手榴彈時，迫使安妮亞為了拯救父親而全力掙脫，無意間打開艦橋所有窗戶而排除毒氣。洛伊德趁亂喬裝成斯奈德爾而騙過在場軍人，打敗斯奈德爾本尊後下令所有軍人立即棄艦逃生。同時，約兒在機艙內受到斯奈德爾派出的活人武器Type-F糾纏，由於Type-F全身上下裝載打不完的彈藥，使約兒靈機一動使用洛伊德送的口紅中的油脂成份作為導火線，使Type-F當場葬身火海。
佛傑一家在艦橋團圓，同心協力調轉船頭，使燃燒的飛艇安全墜入弗利吉斯湖泊內而避免釀成災難，洛伊德也發現膠片其實卡在安妮亞的牙縫中而順利獲取。事情被保安局掩蓋成軍事訓練意外處理，而歸功於安妮亞帶回的利口酒，佛傑一家成功享用梅勒梅勒且得到食譜。隨著洛伊德安全帶回膠片，不但使〈梟〉行動由自己繼續進行、更使佛傑一家生活得以持續下去。但後來學校廚房故障使烹飪課延期，且將改由教務主任擔任評委，佛傑一家決定趁下一個週末到南方地區度假，為教務主任喜歡的布丁甜點取材。而大老遠幫洛伊德送利口酒的弗朗基，當時仍然在寒冷的弗利吉斯車站前等待。

## 登場角色
| 角色            | 配音員     | 配音員   | 配音員   | 配音員     |
| 角色            | 日本 ·     | 臺灣 ·   | 香港 ·   | 中国大陆 · |
| 主要角色        | 主要角色   | 主要角色 | 主要角色 | 主要角色   |
| --------------- | ---------- | -------- | -------- | ---------- |
| 洛伊德·佛傑     | 江口拓也   | 王辰驊   | 郭俊廷   | 边江       |
| 安妮亞·佛傑     | 種崎敦美   | 連思宇   | 楊婉潼   | 山新       |
| 約兒·佛傑       | 早見沙織   | 傅其慧   | 顧詠雪   | 季冠霖     |
| 彭德·佛傑       | 松田健一郎 | 孟慶府   | 張振熙   | 藤新       |
| 原作角色        |            |          |          |            |
| 席爾薇雅·薛伍德 | 甲斐田裕子 | 錢欣郁   |          | 刘芊含     |
| 費歐娜·佛洛斯特 | 佐倉綾音   |          |          | 叶知秋     |
| 弗朗基·富蘭克林 | 吉野裕行   | 孟慶府   |          | 林帆颖     |
| 尤利·布萊爾     | 小野賢章   | 鍾少庭   |          | 马正阳     |
| 亨利·韓德森     | 山路和弘   | 符爽     |          | 叶保华     |
| 達米安·戴斯蒙德 | 藤原夏海   | 張乃文   | 羅婉楓   | 常蓉珊     |
| 貝琪·布萊克貝爾 | 加藤英美里 | 穆宣名   |          | 沈念如     |
| 艾彌爾·艾爾曼   | 佐藤花     |          |          | 阎么么     |
| 尤恩·愛吉博格   | 岡村明香   |          |          | 黑特       |
| 卡蜜拉          | 庄司宇芽香 |          |          | 张碧玉     |
| 米莉            | 石見舞菜香 |          |          | 闫夜桥     |
| 雪倫            | 熊谷海麗   |          |          | 姜英俊     |
| SSS中尉         | 加瀨康之   |          |          | 刘琮       |
| WISE老手特務    | 後藤弘樹   |          |          |            |
| 本作角色        |            |          |          |            |
| 斯奈德爾        | 銀河萬丈   |          |          | 张遥函     |
| Type-F          | 武內駿輔   |          |          | 冯盛       |
| 多米托利        | 中村倫也   |          |          | 薛成       |
| 路卡            | 賀來賢人   |          |          | 宋明       |

## 製作人員
- 原著：遠藤達哉《SPY×FAMILY間諜家家酒》（集英社少年Jump+連載）
- 監修、人物設定原案：遠藤達哉
- 導演：片桐崇
- 劇本：大河內一樓
- 人物設定：嶋田和晃
- 副人物設定：石田可奈
- 總作畫導演：淺野恭司
- 音樂製作：(K)NoW_NAME
- 音響導演：秦昌二
- 動畫顧問：古橋一浩
- 動畫製作：WIT STUDIO、CloverWorks
- 製作：SPY×FAMILY製作委員會

## 主題曲
主題曲SOULSOUP
演唱、編曲：Official鬍子男dism，作詞、作曲：藤原聰
片尾曲光の跡
演唱、作詞、作曲、編曲：星野源

## 票房
| 上一届： 《星願》   | 2023年日本週末票房冠軍 第51-52週 | 下一届： 不适用        |
| 上一届： 不适用     | 2024年日本週末票房冠軍 第1-2週   | 下一届： 《黄金神威》  |
| 上一届： 《金手指》 | 2024年香港一週票房冠軍 第5週     | 下一届： 《飯戲攻心2》 |
| 上一届： 《金手指》 | 2024年香港週末票房冠軍 第5週     | 下一届： 《飯戲攻心2》 |

## 外部連結
- 官方網站（日語）